# Les Treize Fils du dragon d'or

Les Treize Fils du dragon d'or est un film hongkongais réalisé par Chang Cheh, sorti en 1970.
Il s'agit d'un film d'arts martiaux historique, adaptant un épisode du roman historique chinois attribué à Luo Guanzhong, Histoire romancée de la fin des Tang et des Cinq Dynasties, relatant la tentative d'assassinat du chef militaire Li Keyong par son homologue le futur empereur Zhu Wen.
Les treize fils éponymes sont les fils (réels ou adoptifs) de Li Keyong, qu'ils servent comme commandants.
Le film se classe à la 4e position dans le classement des recettes des films hongkongais de 1970.

## Fiche technique
- Titre : Les Treize Fils du dragon d'or
- Titre original chinois : 十三太保
- Réalisation : Chang Cheh
- Scénario : I Kuang, Chang Cheh
- Société de production : Shaw Brothers
- Direction des combats : Liu Chia-liang, Liu Chia-yung, Tang Chia
- Pays d'origine :  Hong Kong
- Langue originale : mandarin
- Format : Couleurs - 2,35:1 - Mono - 35 mm
- Durée:
- Genre : historique, arts martiaux
- Dates de sortie : 
  - 14 août 1970 (HK)
  - août 1974 (Paris)[2]

## Distribution
- Ku Feng : Li Keyong
- Ti Lung : Shi Jingsi
- David Chiang : Li Cunxiao
- Chin Han : Li Szu Yuan[3] (le futur empereur Mingzong)
- Lily Li : rôle secondaire
- Tsang Choh-lam : un serveur
- Bolo Yeung : General Meng Chieh Hui